# Espergærde
Espergærde – miasto w Danii, w gminie Helsingør, na Zelandii, 7 km od Helsingør. Według danych szacunkowych na rok 2007 liczy 11 397 mieszkańców. Ośrodek przemysłowy.